# شهرستان بودیونوفسکی
شهرستان بودیونوفسکی (به لاتین: Budyonnovsky District) یک شهرستان در روسیه است که در سرزمین استاوروپول واقع شده‌است.